# Beatrice Cameron
Beatrice Cameron (nacida Susan Hegeman; Troy, 1868 – New London, 12 de julio de 1940) fue una actriz de teatro estadounidense. Fue la actriz principal de la compañía del actor Richard Mansfield, con quien se casó en 1892. Se retiró de la actuación en 1898.

## Carrera
La primera experiencia como actriz de Cameron fue en The Midnight Marriage con Cora Urquhart Brown-Potter en el Madison Square Theatre de Broadway. Fue espectadora de un ensayo cuando un miembro del reparto que interpretaba un papel secundario cayó enfermo. Se ofreció voluntaria para asumir el papel y aprendió tanto las líneas como los pasos de baile para la noche siguiente. Tras actuar con la compañía de Robert B. Mantell, en 1886 se unió a la de Richard Mansfield. Su primer papel con la compañía fue en la comedia Prince Karl. En 1887 interpretó el papel de Agnes Carew en la producción de Broadway de Dr. Jekyll and Mr. Hyde, un papel que repetiría en Londres y en muchas otras ciudades. Durante su estancia en Londres, actuó por primera vez en Lesbia y Richard III. A su regreso a Estados Unidos, se convirtió en la primera actriz en interpretar a Nora en A Doll House en Broadway, cuando la controvertida obra de Henrik Ibsen se estrenó en el Palmer's Theatre en diciembre de 1889. Cameron actuó en otras trece obras con la compañía de Mansfield.
Se retiró oficialmente de la actuación el 12 de febrero de 1898, tras una representación en el Grand Opera House de Chicago. Apareció una vez después de su retirada, en una última actuación como Raina en la obra de George Bernard Shaw Arms and the Man, en el Garden Theatre el 8 de enero de 1900.

## Vida personal

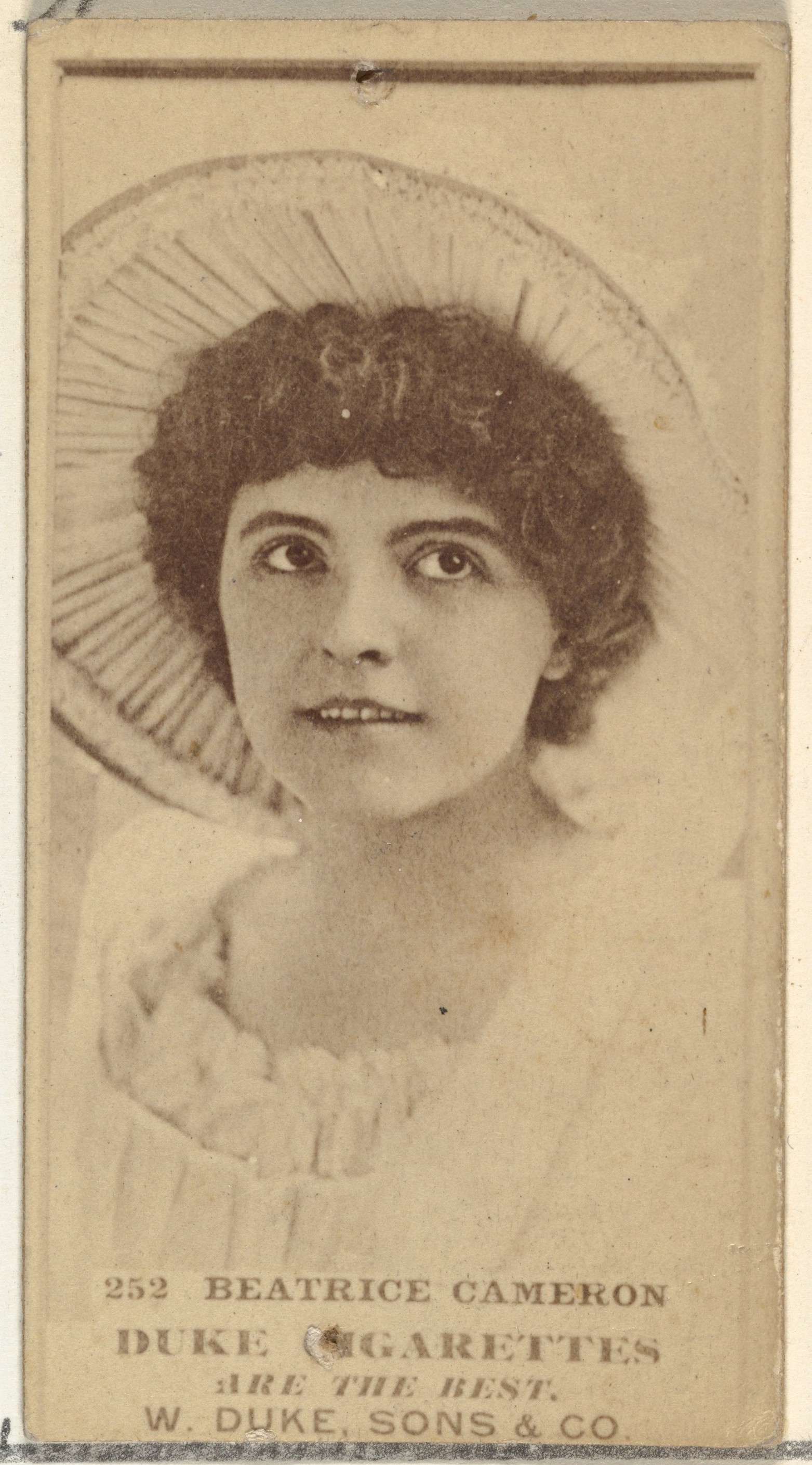
Beatrice Cameron, de la serie Actors and Actresses (N145-7) emitida por Duke Sons & Co., década de 1880, Museo Metropolitano de Arte

Cameron nació como Susan Hegeman en Troy, Nueva York, en 1868. Era hija de William H. y Esther Byram Hegeman. Se casó con Mansfield el 15 de septiembre de 1892, y siguió actuando con él en su compañía de gira. En febrero de 1895, durante un espectáculo en Milwaukee, Wisconsin, Cameron y una sirvienta resultaron heridas cuando un vagón de pasajeros fuera de control chocó contra su vagón privado. La representación de la noche se canceló, pero ambas mujeres escaparon con heridas leves.
Su único hijo, George Gibbs Mansfield, nació el 8 de agosto de 1898. Gibbs Mansfield adoptaría más tarde el nombre de su padre cuando le siguió en el mundo de la interpretación. Richard Mansfield murió el 30 de agosto de 1907. Cuando Estados Unidos entró en la Primera Guerra Mundial, su hijo se alistó en el ejército. Murió de meningitis el 3 de abril de 1918, mientras se entrenaba con el Signal Corps en San Antonio, Texas.
En 1920, Cameron participó en labores de ayuda a las víctimas del genocidio armenio en Urfa, Turquía, cuando los complejos humanitarios estadounidenses que albergaban a huérfanos armenios fueron asediados. Allí fue atacada por los turcos. Poco después, colaboró con los refugiados de Jerusalén. Recitó Shakespeare a los hambrientos refugiados. Posteriormente participó en labores de ayuda en Siria y Checoslovaquia, apoyó el sufragio femenino y participó activamente en la Liga de Mujeres Votantes.
Cameron donó los trajes de su difunto esposo a la Institución Smithsonian y al Carnegie Institute of Technology. En su honor, hizo donaciones a iglesias episcopales, como la Iglesia de la Transfiguración de Nueva York. En 1925 organizó una compañía de teatro, los Richard Mansfield Players, y en 1932 puso en escena una reposición de Arms and the Man en su memoria. Vivió en su casa de New London, Connecticut, hasta su propia muerte, debida a una trombosis coronaria, el 12 de julio de 1940.